# Château de Bonnelles
Le château de Bonnelles est un château français situé dans la commune de Bonnelles, près de Saint-Arnoult-en-Yvelines, dans le département des Yvelines, en France.
Le château actuel, de style Louis XIII, construit en 1847-1849 par les architectes Joseph-Antoine Froelicher et Clément Parent, a été un important centre de chasse à courre du temps qu'il était la résidence favorite de la célèbre duchesse d'Uzès (1847-1933).

## Histoire
Ce domaine très ancien est implanté à la frontière du Hurepoix et de la Beauce. Un premier château y est construit vers la fin du XVe ou le début du XVIe siècle sans doute par la famille de La Villeneuve. Il est agrandi par l'adjonction d'une nouvelle aile au milieu du XVIe siècle, et une nouvelle aile, perpendiculaire à la précédente, est bâtie vers la fin du XVIe ou le début du XVIIe siècle.
Au XVIe siècle, la terre de Bonnelles passe brièvement aux Lamoignon par le mariage (1591) d'Henriette de Lamoignon, fille de Chrétien de Lamoignon, avec Charles de La Villeneuve (†1592 ou 1602).
Veuve, ayant perdu son fils unique, celle-ci lègue Bonnelles à son neveu, Claude de Bullion (1568-1640), fils de sa sœur aînée, Charlotte, qui est surintendant des finances de Louis XIII.
Le premier château, qui avait été endommagé par un incendie en 1724, est démoli en 1764 et un nouveau château est construit à son emplacement.
En 1769, ce château est légué par Auguste-Léon de Bullion, marquis de Bonnelles, colonel de Dragons, lieutenant général au gouvernement de Guyenne en 1725 ; chevalier de Malte en 1697 à son neveu, François Emmanuel de Crussol (1728-1802), 9e duc d'Uzès, qui en hérite effectivement en 1771. Le domaine entre ainsi dans les propriétés de la maison de Crussol. Ce deuxième château, de plan rectangulaire, est doublé en 1782, tandis qu’on édifie également quelques fabriques de jardin.
Mais le château, confisqué comme bien d'émigré, est abattu à la fin du XVIIIe siècle et le domaine est abandonné pendant quelque temps.
À son retour d'émigration, le 10e duc, Marie-François-Emmanuel de Crussol (1756-1843) parvient à se faire restituer le domaine qu'il agrandit considérablement.
Le château actuel est construit en 1847-1849, dans un style « indistinct tenant de la Renaissance et du Louis XIII », par les architectes Joseph-Antoine Froelicher et Clément Parent pour Géraud de Crussol d'Uzès (1808-1872), 11e duc d'Uzès, qui y consacre une partie de la fortune de sa femme, née Françoise de Talhouët-Roy, héritière par sa mère d'une partie de l'énorme patrimoine foncier du comte Roy.
La grande époque de Bonnelles s'ouvre avec Anne de Rochechouart-Mortemart (1847-1933), riche héritière du champagne Veuve Clicquot Ponsardin, devenue duchesse de Crussol puis d'Uzès par son mariage en 1867 avec Emmanuel de Crussol d'Uzès (1840-1878), 12e duc d'Uzès en 1872.
Passionnée de chasse, la duchesse fait de Bonnelles son lieu de séjour préféré :
« Là, loin des frivolités de la capitale, loin des élégances aussi, vers lesquelles ses goûts ne la portent guère, elle tient ses assises que d'aucuns qualifieront de princières. Elle se met à aimer passionnément cette demeure moderne. Elle s'y sent chez elle et met sa note personnelle dans ce château d'ailleurs plus imposant que vaste. On y pénètre par un vestibule à hautes arcades, carrelé de noir et blanc, ouvrant sur un escalier monumental menant à l'étage. Au pied des marches, un chevalier moyenâgeux en armure chevauche son destrier en caparaçonné (sic). Puis vient, à droite, le salon immense et rectangulaire, éclairé à chaque extrémité par deux vastes baies. Au milieu de la pièce, une grande cheminée sculptée dont le manteau sert de cadre au très beau portrait de la duchesse d'Uzès, belle-mère de la maîtresse des lieux. Autour, une profusion de meubles de tous siècles, de tableaux, de vases, un vieux billard, un clavecin peint par Lancret. Contiguë au salon, la bibliothèque à galerie de bois, dominée par le portrait de Mlle de La Vallière par Mignard dans le costume de Madeleine. Sur les rayons, des milliers de volumes dont beaucoup magnifiquement reliés ont été acquis par le défunt duc, amateur éclairé. C'est de cette pièce que, grâce à un panneau vitré, on pénètre dans la serre, peuplée de plantes et d'arbres tropicaux et d'une luxuriante végétation exotique au milieu de laquelle se cachent quelques bancs. Une longue galerie, musée familial des Crussol, où s'alignent portraits, bustes et tableaux de maîtres, conduit à la salle à manger au plafond en coupole et qui contient aisément cent convives. La chambre de la duchesse est au premier étage. Elle y vit entourée des portraits et des photographies de tous ceux qui lui sont chers. [...] Tout près, à quelques pas, un atelier de sculpture, car elle travaille aussi bien à Paris qu'à Bonnelles, entre deux chasses. » À l'époque de la duchesse d'Uzès, « le personnel du château comprend quarante-quatre employés de maison, auxquels s'ajoutent les vingt-huit jardiniers, cochers et palfreniers ».
Vers la fin du XIXe siècle, le domaine de chasse de 2 000 hectares, est l’un des centres de chasse à courre les plus réputés, siège du célèbre « Rallye-Bonnelles », fondé en 1871 par Jacques Emmanuel de Crussol d'Uzès, et dirigé ensuite par sa veuve.
La duchesse d'Uzès y reçoit notamment, les 5 et 6 novembre 1884 le grand-duc Vladimir Alexandrovitch de Russie et la grande-duchesse Marie, la reine Amélie du Portugal en 1907, le roi Constantin Ier de Grèce en 1914, le chah de Perse Ahmed en avril 1920, la sœur de l'empereur du Japon en 1925. Entre-temps la duchesse avait transformé son château en hôpital militaire pendant la Première Guerre mondiale y exerçant elle-même les fonctions d'infirmière.
Après la mort de la duchesse en 1933, laissant une situation de fortune assez obérée, le mobilier est dispersé dès le mois de juillet au château même, en présence d'une foule nombreuse ; la bibliothèque est dispersée à l'automne; le domaine lui-même est vendu et passe entre plusieurs mains.
Après la Seconde Guerre mondiale, il abrite le Séminaire des Pères blancs.
En 1965, Jean Sayad crée le « Collège-internat Charles de Foucault », qui devient à partir du milieu des années 1970, le « Collège international de Bonnelles », dirigé par M. Kaminsky, qui a racheté le château aux Pères blancs.
Quelque temps plus tard, en 1972, le château ainsi que le collège attenant servent de lieu de tournage pour les deux premiers volets du Jeune Fabre de Cécile Aubry diffusé en 1973. De jeunes adolescents en colonie de vacances, organisée par les Pères, jouent la figuration. 
Au début des années 1990, le château est acquis par une société japonaise qui envisage de le transformer en golf. Mais il est laissé à l'abandon et se dégrade de manière importante. Il est racheté par des investisseurs luxembourgeois dans les années 2000, qui envisagent de le transformer en une résidence hôtelière de grand standing. Un projet de restauration et de réaménagement est établi par les architectes Christian Dugelay et Jean-Édouard Girardot, qui connaît un commencement d'exécution.
Une protection en est assurée par inscription au titre des monuments historiques pour ses façades, ses toitures et sa salle à manger, par arrêté du 8 avril 2010.
Dans la nuit du 23 septembre 2008, un incendie détruit une bonne partie de la toiture. À partir du printemps 2009, le château fait l'objet de restaurations importantes. Début 2015, les échafaudages sont retirés, révélant l'ampleur des dégâts subis par le bâtiment. En 2017, sous l'égide de la société "Histoire et patrimoine", des travaux débutent afin de construire 44 logements du studios au trois pièces. Les façades et les toitures sont restaurées afin de garder le style du château, classé monument historique. En 2021, les travaux sont terminés.
Le parc du château quant à lui, devenu propriété de l'ONF courant 2018, fait l'objet de travaux d'aménagement afin de l'ouvrir au public. 

## Description

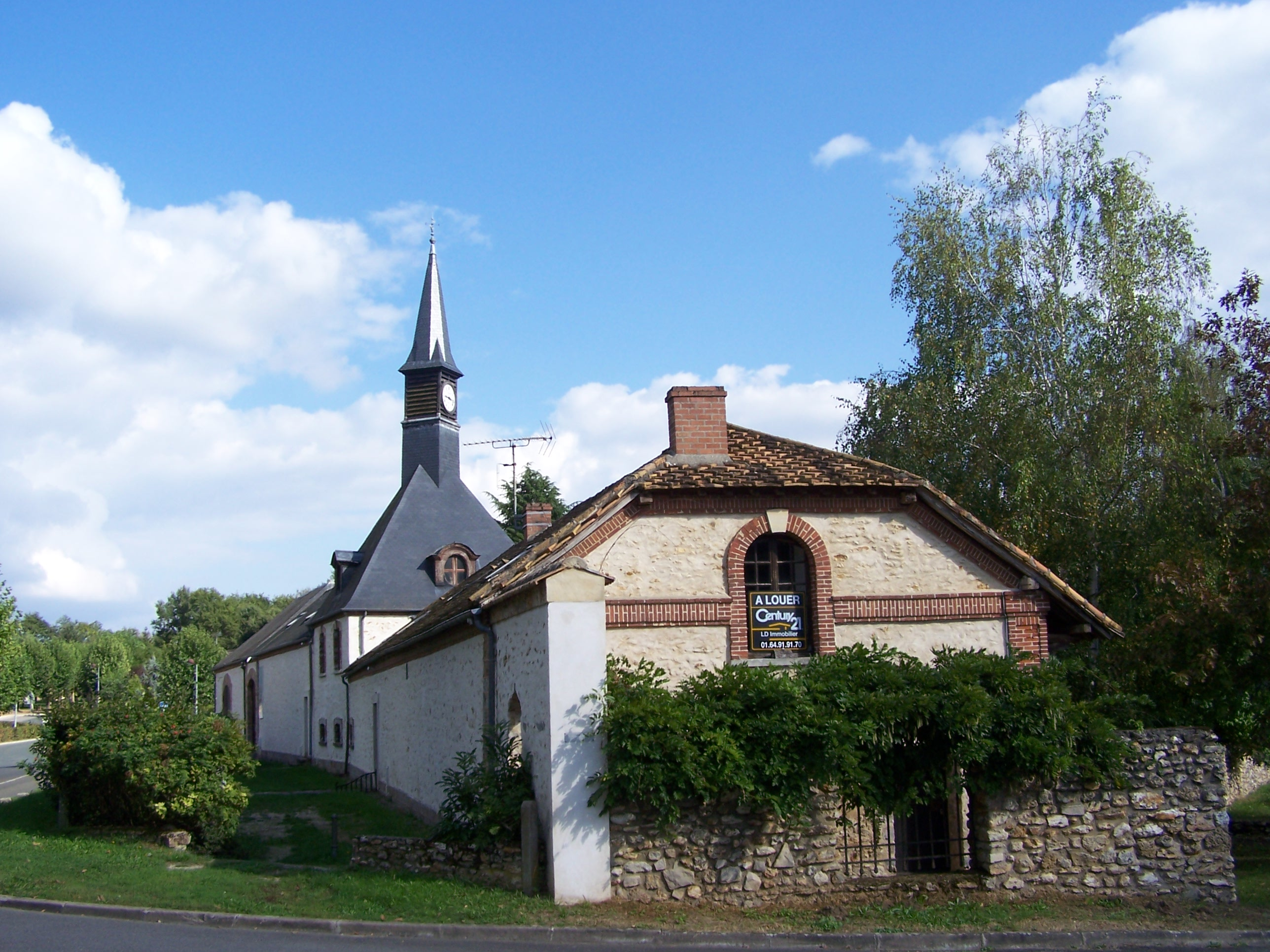
La louveterie du château de Bonnelles(Septembre 2006)

### Le Corps Principal
Le corps principal est édifié en brique et meulière au-dessus d'un soubassement percé de fenêtres en plein cintre ou en anse de panier. Deux ailes carrées flanquent la partie centrale, et des pavillons annexes sont disposés pour favoriser l'organisation de grandes réceptions.
Les architectes ont aménagé, selon le souhait des commanditaires, un grand salon à triple exposition de 25 mètres de long sur 8 mètres de large et 6 mètres sous-plafond.
Une serre-galerie ou jardin d'hiver permettait, à partir du bâtiment principal, de gagner une immense salle à manger, ornée de décors cynégétiques sculptés sur bois, installée dans un pavillon adjacent. La cuisine se trouvait au sous-sol de ce pavillon.
Les façades sont en meulière et chaînages de brique, agrémentées d'encadrements de fenêtres et de linteaux en pierre de taille. Le perron en fer à cheval mène à la porte d'entrée sommée des armes des Uzès avec la devise : Ferro non auro.

### La louveterie
Une ancienne dépendance du château, la louveterie, a été restaurée. Elle abrite actuellement le centre de création de la société de l'architecte international Hervé Tordjman. La dépendance comporte également un second corps de bâtiment aujourd'hui divisé en 3 lots d'habitations d'une surface habitable d'environ 600 mètres carrés.
Constituée comme un cloître planté de quatre arbres coniques, elle borde un parc de 64 hectares, paysagé d'une grande variété d'arbres et de plantes, comporte un cours d'eau qui alimente un petit et pittoresque étang, avec embarcadère, ainsi qu'un temple de l'Amour, seul vestige des fabriques parmi lesquelles on citait un « pavillon chinois », une mosquée et une « canardière », petit pavillon de briques octogonal muni de meurtrières et couvert de paille.
Il est entouré du parc naturel régional de la Haute Vallée de Chevreuse sur une superficie de 25 000 hectares entre l'Yvette et la Remarde. Un petit pont, surmonté en son centre d'un kiosque de style néogothique (vers 1850), a été restauré en 1998 dans le cadre de la gestion du parc naturel régional.
Les étangs de Bonnelles constituent une réserve naturelle volontaire.

### Sources
- Patrick de Gmeline, La duchesse d'Uzès. 1847-1933, Paris, Perrin, 1993 (ISBN 978-2262004248).
- Jean Huon, La Duchesse d'Uzès et la chasse à courre, Crépin-Leblon Éditions, 2006  (ISBN 2-7030-0276-9)
- Jean-Marie Pérouse de Montclos (dir.), Guide du Patrimoine. Île-de-France, Paris, Hachette, 1992, p. 137  (ISBN 2-01-016811-9)